# Apocalipse de Moisés
O "Apocalipse de Moisés", também conhecido como relatório, ou revelação de Moisés é um escrito apócrifo.
O conteúdo do livro é muito parecido com O Primeiro Livro de Adão e Eva. Conta a vida de Adão, Eva e Sete e narra acontecimentos antes da morte de Adão. No decorrer da narrativa, Adão, então moribundo, solicita a Eva que conte a história da queda a seus filhos e netos. Ela toma a palavra e conta sua versão da história, utilizando frases do texto canônico, mas expandindo-o e mostrando outra perspectiva. O texto parece proveniente do meio cristão, como se observa pela referência a temas desta corrente religiosa. Contudo, parece sensato considerar que se baseie em um original semita mais antigo.
Embora a palavra Apocalipse tenha tido seu sentido original deturpado ao longo dos séculos, em sua origem significa "revelação" e não "fim dos tempos", o Apocalipse de Moisés relata a vida de Adão e Eva até morte de Adão, quando este é levado ao paraíso por quatro arcanjos: Miguel, Gabriel, Uriel, e Raphael, em analogia ao quatro cavaleiros do apocalipse conhecidos, no entanto, neste livro apócrifo não ocorre o fim do mundo.